# Davă

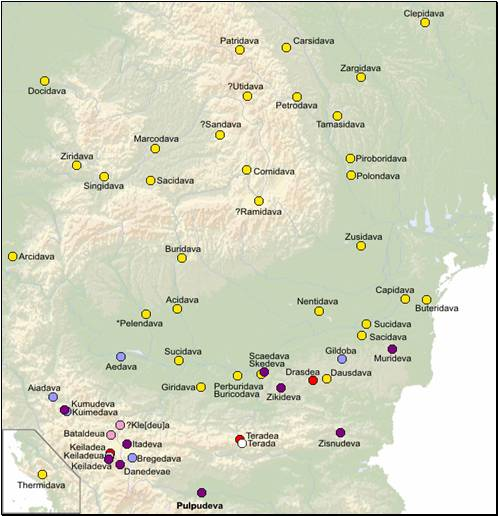

Davă (din latină dava, plural davae) este o denumire geto-dacă pentru un oraș sau o așezare de tip oppidan.
În general, denumirea indica un centru tribal sau o așezare mai însemnată, de obicei întărită.
Sufixul -dava apare la cele mai multe localități din Dacia. Adesea localitatea dădea numele tribului care locuia împrejurul cetății.
Se presupune că termenul dacic dava (sau deva) provine din prezumtivul cuvânt indoeuropean *dhe-u-a.
La origine, termenul dava era un sufix din limba dacică frecvent în denumirile unor localități atestate în diverse izvoare literare sau epigrafice, care a fost transformat, convențional, de istoriografia românească într-un substantiv comun, care, a căpătat sensuri și valențe destul de diferite de la un autor la altul. Dacă sensul antic pare să fi fost cel de localitate, sensul arheologic, modern pare a desemna o structură complexă de locuire. Comparativ cu oppida, davele reprezintă așezări ce acoperă o suprafață incomparabil mai restrânsă.
Lista de denumiri de localități dacice cu sufixul -dava, care urmează, cuprinde atât localități cu locația confirmată de arheologi, cât și localități neidentificate încă în teren.
- Arcidava
- Argedava
- Cumidava
- Dokidava
- Marcodava
- Netindava
- Patridava
- Pelendava
- Petrodava
- Piroboridava
- Ramidava
- Rusidava
- Sacidava
- Sangidava
- Setidava
- Singidava
- Sucidava
- Tamasidava
- Utidava
- Zargidava
- Ziridava
- Zusidava